# Ischnopteris speculifera
Ischnopteris speculifera là một loài bướm đêm trong họ Geometridae.